# Пасажир 57
Пасажир 57 (англ. Passenger 57) — американський бойовик 1992 року за участю Веслі Снайпса та Брюса Пейна.

## Сюжет
Вважається, що подорожувати у повітрі — безпечніше всього. Але ті, хто проводив подібні розрахунки, не врахували присутність на борту Чарльза Рейна. Рейн — терорист, що розробив декілька терактів. Незабаром відбудеться ще один, і це — погана новина для пасажирів рейсу 163.
Веслі Снайпс грає Джона Каттера, пасажира, що летить у цьому ж літаку в кріслі під номером 57. Він оперативник, який має намір завадити планам терористів.

## Актори
- Веслі Снайпс — Джон Каттер
- Брюс Пейн — Чарльз Рейн
- Том Сайзмор — Слай Дельвеккіо
- Алекс Детчер — Марті Слейтон
- Брюс Грінвуд — Стюарт Ремзі
- Елізабет Херлі — Сабріна Рітчі
- Роберт Гукс — Дуайт Хендерсон
- Майкл Хорс — Форґет
- Марк Макколей — Вінсент
- Ерні Лайвлі — Чіф Біггс